# Bakerloo Line

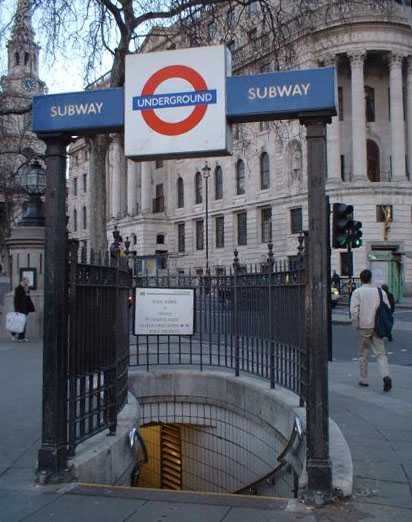
Vstup do metra ve stanici Charing Cross

Bakerloo Line je jedna z linek metra v Londýně. Označuje se hnědou barvou. Protíná Londýn z jihovýchodu k severozápadu. Linka má celkem 25 stanic z toho 15 podzemních.

## Název
Název Bakerloo vznikl z názvů míst na trase linky, ulice Baker Street a nádraží Waterloo. Původní název dráhy na této lince byl Baker Street and Waterloo Railway. Jejím zkrácením vznikl lidový název Bakerloo, který se brzy po otevření v roce 1906 stal oficiálním názvem trasy.

## Stanice
- Harrow & Wealdstone
- Kenton
- South Kenton
- North Wembley
- Wembley Central
- Stonebridge Park
- Harlesden
- Willesden Junction
- Kensal Green
- Queen's Park
- Kilburn Park
- Warwick Avenue
- Paddington
- Edgware Road
- Marylebone
- Baker Street
- Regent's Park
- Oxford Circus
- Piccadilly Circus
- Charing Cross
- Embankment
- Waterloo
- Lambeth North
- Elephant & Castle